# 9937 Triceratops
9937 Triceratops este o planetă minoră (asteroid) din centura de asteroizi. A fost descoperită pe 17 februarie 1988 la Observatorul European Austral de Eric Walter Elst și a fost numită după Triceratops. 
Obiectul prezintă o orbită caracterizată de o semiaxă mare de 2,3661213 UAi, o excentricitate de 0,2317365, o înclinație de 1,26491 ° în raport cu ecliptica.